# Victor Wernersson
Victor Christoffer Wernersson, född 6 juli 1995 i Malmö, är en svensk fotbollsspelare som spelar för Västerås SK.

## Karriär
Wernerssons moderklubb är Malmö FF. I december 2014 skrev han på ett treårskontrakt med Syrianska FC. Han debuterade i Superettan den 6 april 2015 mot IK Sirius (0–0).
I januari 2018 värvades Wernersson av IFK Göteborg, där han skrev på ett treårskontrakt. I juli 2020 värvades Wernersson av belgiska KV Mechelen, där han skrev på ett kontrakt till sommaren 2024 med option på ytterligare ett år. Övergången genomfördes den 31 augusti 2020. Den 4 augusti 2021 lånades Wernersson ut till norska Stabæk på ett låneavtal över resten av säsongen. I mars 2022 förlängdes låneavtal över säsongen 2022.
I januari 2023 värvades Wernersson av nederländska NAC Breda, där han skrev på ett 1,5-årskontrakt. Den 25 juli 2024 värvades Wernersson av Västerås SK, där han skrev på ett halvårskontrakt.